# Vladimir Arzamaskov
Vladimir Ivanovitsj Arzamaskov (Russisch: Владимир Иванович Арзамасков) (Stalingrad, 7 april 1951 – Moskou, 30 november 1985) was een Sovjet-Russische basketballer die uitkwam voor het nationale team van de Sovjet-Unie. Hij heeft verschillende medailles gekregen waaronder De kapitein van de sport van internationale klasse van de Sovjet-Unie in 1973.

## Carrière
Arzamaskov begon zijn carrière bij Spartak Leningrad in 1969. Met Spartak werd hij landskampioen van de Sovjet-Unie in 1975. Spartak was op dat moment een van de sterkste teams in de Sovjet-Unie. Arzamaskov werd ook vijf keer tweede in de competitie. Ook in Europa behaalde hij succes met twee keer winst in de Saporta Cup in 1973 en 1975. In 1977 vertrok Arzamaskov naar CSKA Moskou. Met CSKA werd hij één keer landskampioen van de Sovjet-Unie in 1978. In 1979 vertrok Arzamaskov naar SKA Kiev.
Arzamaskov speelde jaren voor het nationale team van de Sovjet-Unie. Arzamaskov won brons op de Olympische Spelen in 1976. Ook won Arzamaskov zilver op het Europees Kampioenschap in 1977. In 1981 stopte Arzamaskov met basketballen.
Hij stierf onder mysterieuze omstandigheden in 1985. Hij viel uit het raam van een hotel.

## Erelijst
- Landskampioen Sovjet-Unie: 2
  - Winnaar: 1975, 1978
  - Tweede: 1970, 1971, 1972, 1973, 1974, 1976
- Saporta Cup: 2
  - Winnaar: 1973, 1975
  - Runner-up: 1971
- Olympische Spelen:
  - Brons: 1976
- Europees Kampioenschap:
  - Zilver: 1977